# Del dicho al hecho
Del dicho al hecho es una serie de televisión, emitida por Televisión española en 1971, con guiones de Jaime de Armiñán y protagonizada por Fernando Fernán Gómez.

## Argumento
La serie se componía de historias independientes por cada uno de los episodios emitidos, siempre protagonizados por Fernán Gómez, y con la única referencia argumental entre ellos que desarrollar, en tono de comedia, un refrán popular español.
La serie se componía de historias independientes por cada uno de los episodios emitidos, siempre protagonizados por Fernán Gómez, y con la única referencia argumental entre ellos que desarrollar, en tono de comedia, un refrán popular español.

## Listado de episodios
- Madre pía, daño cría - 25 de febrero de 1971
  - Licia Calderón
  - Milagros Leal

- El huésped y la pesca, a los tres días apesta - 4 de marzo de 1971
  - Amparo Baró
  - Lola Gaos
  - Emilio Laguna
  - Valentín Tornos

- Amor loco, yo por vos y vos por otro - 11 de marzo de 1971
  - Charo López
  - Julia Trujillo
  - Mary González
  - Luis Barbero

- Genio y figura hasta la sepultura - 19 de marzo de 1971
  - Emilio Laguna
  - Joaquín Molina
  - Mónica Randall
  - Silvia Tortosa
  - Julia Trujillo
  - José Vivó

- No hay mayor dolor que ser pobre después de señor - 25 de marzo de 1971
  - Gloria Cámara
  - Juan Diego
  - María Elena Flores

- El último mono es el que se ahoga - 1 de abril de 1971
  - Amparo Baró

- Tres españoles, cuatro opiniones - 21 de abril de 1971 
  - Amparo Baró
  - Josefina Güell
  - Luisa Hernán
  - José Orjas
  - Valentín Tornos

- Muerto al burro, la cebada al rabo - 5 de mayo de 1971  
  - Francisco Piquer
  - Josefina Güell
  - José Vivó
  - Magda Rotger
  - Helena Fernán-Gómez

- Del agua mansa me libre Dios - 12 de mayo de 1971 
  - Irene Daina
  - Antonio Ferrandis

- El que a hierro mata, a hierro muere - 26 de mayo de 1971
  - Lola Herrera
  - Teresa Rabal
  - Valentín Tornos

- En boca cerrada no entran moscas - 9 de junio de 1971
  - Avelino Cánovas
  - María Isbert
  - Tony Isbert
  - Silvia Tortosa
  - Julia Trujillo

- No hay cosa tan sabrosa como vivir de limosna - 16 de junio de 1971 
  - Amparo Baró
  - Emilio Mellado
  - María Luisa Ponte
  - Valentín Tornos

- Quien cosido a las faldas de su madre - 30 de junio de 1971
  - Licia Calderón
  - Mary Delgado
  - Alberto Fernández
  - Luisa Hernán

- Datos: Q5801618